# Доропулос, Василис
Василис Доропулос  (греч. Βασίλης Δωρόπουλος, Месопотамия, Кастория, Западная Македония, род. 1942) — современный греческий скульптор. Живёт и работает во Франции и в Греции.

## Биография
Василис Доропулос родился в 1942 году, в селе Месопотамия, ном Кастория, Западная Македония.
В 1965 году, переехал с матерью в Париж, где завершил своё художественное образование (Национальная высшая школа изящных искусств) в мастерских живописи художника M. Tondu и скульпторов d’Etienne Martin, de Colomarini и de César.
Василис Доропулос c 1968 года принял участие во многих персональных и коллективных выставках и получил ряд наград.
Одновременно Доропулос выполнил скульптуры и медали для гостиницы de la Monnaie в Париже.
Доропулос является членом Дома художников Парижа, Профессионального союза скульпторов Парижа, Дома художников Афин и Профессионального союза скульпторов Греции.
В 2006 году Центр греческой культуры организовал в Доме Греции в Париже, под эгидой посольства Греции во Франции, выставку-ретроспективу скульптора.
В 2008 году Василис Доропулос был среди 8 скульптуров, избранных среди 200 кандидатов-скульптуров со всего мира, приглашённых мэрией города Токамати, Япония, для участия в Третьем международном «Симпозиуме скульптуры по камню-граниту». Доропулос и итальянец Ренато Искья представляли Европу. Симпозиум был продолжительностью 2 месяца, в ходе которого скульпторы были гостями мэрии и получили от неё вознаграждение. «Кора» Доропулоса получила восторженные отзывы японской прессы.

## Призы
- 1969: Салон французских художников (Grand Palais).
- 1974: Медаль и приз Академии Изящных искусств (Institut de France)
- 1977: Большой прих Humanitaire de France, серебряная медаль, диплом и лента
- 1978: Приз Susse, 8-я Биеннале Formes Humaines (Музей Родена)
- 1978: Приз молодёжи Общества Изящных искусств (Париж)
- 1981: Большой приз Рубенса «Бельгийско-испанская Ассоциация», Париж
- 1982: Золотая пальма критиков (Париж)
- 1990: Приз клуба Lions (Салон Printemps, Villeneuve la Garenne)
- 1998: Приз клуба Lions Афины, за «вклад в искусство»

## Первые призы в рамках национальных конкурсов возведения монументов
- 1985: «Монумент в честь Григориса Ламбракиса» (Салоники).
- 1986: Монумент Национального Сопротивления (Коридалос, Афины)[7].
- 1989: Монумент Национального Примирения (Афины).
- 2004: Монумент Национального Сопротивления (Кастория).

## Коллекции и музеи где хранятся работы художника
- Национальный фонд современного искусства — Fonds national d’art contemporain;
- Музей современного искусства Париж;
- Гостиница la Monnaie, Париж;
- Национальный Банк Греции[8]
- UNESCO Париж.
- Международный госпиталь Университетского городка, Париж;
- Мэрия города de Gentilly;
- Мэрия города Токамати, Япония.
- Частная коллекция Mega, Афины;
- Коллекция Mega, Монреаль.
- Музей Левендиса, Глифада, Афины;
- Коллекция Fautrier, Париж;
- Коллекция Constantan, Париж;
- Коллекция Alexandre, Париж;
- Коллекция Zographos Anastasios, Париж;
- Коллекция Pino Mortara, Италия.

## Монументы, скульптуры на открытом воздухе
- «Антигона» (из мрамора горы Пенделикон), Национальный банк Греции.
- «Афина» (мрамор), музей Скиронио, Греция.
- Бюст, коллекция Daniela Larrazabal & Gallarta, Бильбао, Страна Басков, Испания.
- Барельеф, Общество France — Mais, Париж.
- «Ника» (бронза) acquis par le Культурный центр коммуны-пригорода Парижа Villeneuve la Garenne.
- «Монумент в честь Григориса Ламбракиса» (бронза), Салоники.
- «Монумент Национального Сопротивления» (бронза), Коридалос, Афины.
- «Монумент Национального Примирения» (бронза), Афины.
- «Кора» (гранит), Музей на открытом воздухе Токамати, Япония.
- «Кора» (мрамор из Драмы), Музей на открытом воздухе, Драма, Греция.
- «Монумент Национального Сопротивления», Кастория, Греция.